# Patastal
Patastal är en ort i Mexiko.   Den ligger i kommunen Tila och delstaten Chiapas, i den sydöstra delen av landet, 700 km öster om huvudstaden Mexico City. Patastal ligger 34 meter över havet och antalet invånare är 150.
Terrängen runt Patastal är varierad. Runt Patastal är det ganska tätbefolkat, med 108 invånare per kvadratkilometer. Närmaste större samhälle är El Limar, 18,4 km sydost om Patastal. I omgivningarna runt Patastal växer i huvudsak städsegrön lövskog.